# Palinologia

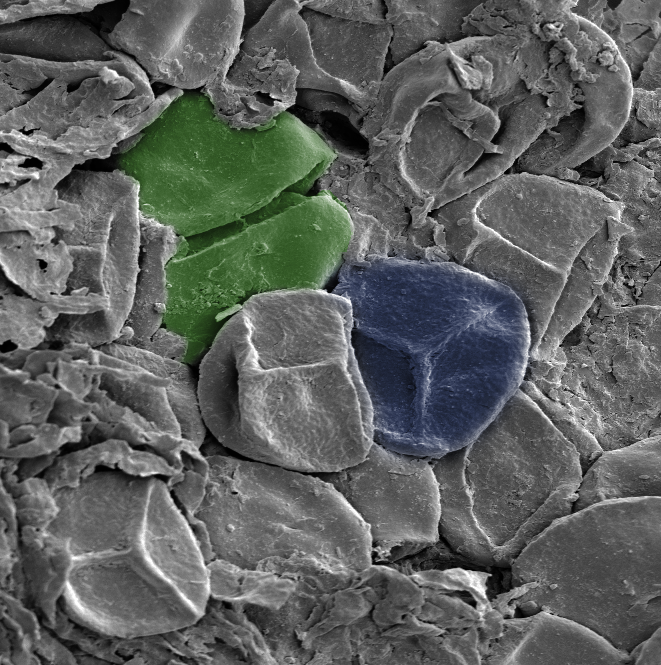
Um esporângio siluriano tardio contendo esporos de trilete. Tais esporos são a evidência mais antiga da vida na terra. Verde: um esporo tétrade. Azul: Um esporo com uma marca de trilete - a cicatriz em forma de Y. Os esporos têm cerca de 30 a 35 μm de diâmetro.

A palinologia é uma disciplina da botânica que investiga os grãos de pólen e esporos. Os grãos de pólen são estruturas vegetais responsáveis por assegurar o transporte do gameta masculino da antera até o estigma, realizando assim a fecundação da planta. São estruturas altamente resistentes, devido a presença da esporopolenina presente na parede externa (exina) do grão, o que permite sua preservação ao longo de milhões de anos, mesmo em condições adversas. Além disso tem uma grande diversidade morfológica o que confere em diversas aplicações cientificas. Por isso, a palinologia desempenha um papel fundamental na elucidação de questões paleontológicas, ecológicas e aplicadas.
Estrutura e Preservação dos Grãos de Pólen
1. Os grãos de pólen, formados por uma parede protetora ao redor do micrósporo e seu gametófito, são adaptados para sobreviver em ambientes com baixa oxigenação, o que facilita sua fossilização. Essa resistência excepcional torna o pólen uma ferramenta crucial para resolver problemas científicos que outros fósseis vegetais não conseguem abordar. A estrutura única da exina, rica em esporopolenina, é tão robusta que mantém suas características mesmo após processos de fossilização, permitindo análises detalhadas da flora pretérita, sendo possível a reconstituição de paleoambientes.

Aplicações Científicas e Práticas da Palinologia
A palinologia destaca-se pela sua notável versatilidade, abrangendo diversas áreas do conhecimento e oferecendo soluções para desafios científicos e aplicados. Entre as principais aplicações, destacam-se:
1. Melissopalinologia
Caracterização botânica e geográfica de produtos apícolas como mel, pólen e própolis. Este ramo é essencial para avaliar a qualidade e autenticidade dos produtos das abelhas, identificar florações predominantes e podendo até monitorar o impacto ambiental causado nas abelhas.
2. Aeropalinologia e Iatropalinologia
Estudo da concentração de pólen na atmosfera para prever alergias sazonais (polinoses). Esse conhecimento é crucial para o desenvolvimento de medidas preventivas em saúde pública e alertas para populações sensíveis.
3. Paleopalinologia e Paleoecologia
Reconstituição de paisagens e ecossistemas passados, permitindo inferências sobre mudanças climáticas e padrões de biodiversidade ao longo do tempo geológico. Por exemplo, estudos paleopalinológicos ajudaram a mapear a transição de florestas tropicais para savanas na América do Sul.
4. Bioestratigrafia e Prospecção Petrolífera
Uso de palinomorfos - estruturas microfósseis orgânicas resistentes - como marcadores para identificar formações geológicas e estratos ricos em petróleo. Essa técnica é amplamente utilizada na indústria de energia para localizar reservas fósseis.
5. Arqueopalinologia e Copropalinologia
Investigação de rotas migratórias humanas e de outros animais por meio de análise de sedimentos em sítios arqueológicos. Descobertas indicam padrões de alimentação, práticas agrícolas antigas e impactos antrópicos em ecossistemas.
6. Palinologia Forense
Solução de crimes e mistérios forenses ao identificar a origem de partículas de pólen encontradas em roupas, veículos ou locais de crime. A análise pode vincular suspeitos a ambientes específicos ou revelar deslocamentos de vítimas e criminosos.

Curiosidades e Avanços Recentes
- Pólen como indicador climático: A análise de grãos de pólen em núcleos de sedimentos revelou importantes oscilações climáticas durante o Holoceno, oferecendo insights sobre os impactos das mudanças climáticas atuais.
- Uso em alimentos funcionais: Estudos recentes indicam que o pólen pode conter compostos bioativos com potenciais benefícios à saúde humana, como antioxidantes e substâncias anti-inflamatórias, como já é conhecido para o própolis.
- Palinologia e biodiversidade: Pesquisas com abelhas e pólen têm sido usadas para monitorar a biodiversidade de áreas florestais e impactos da poluição em ecossistemas.
- Calendário Botânico: O reflorestamento com vegetação nativa em áreas degradadas se torna favorável para abelhas e outros polinizadores quando embasado em conhecimento científicos dos períodos de oferta dos recursos vegetais, sendo possível a criação racional de um calendário botânico baseado nas espécies vegetais essências/preferenciais para os polinizadores.

Dessa forma, a palinologia vai além do estudo das plantas, interligando disciplinas como geologia, biologia, medicina, arqueologia e ciências forenses. Seus métodos versáteis e impacto científico à tornam uma área de pesquisa indispensável para enfrentar desafios modernos, desde mudanças climáticas até a conservação de ecossistemas e a saúde humana. É uma ciência onde a história e o futuro convergem, revelando segredos da Terra e de sua biodiversidade.